# Cholesterylbenzoat
Cholesterylbenzoat ist eine chemische Verbindung, ein Ester aus Benzoesäure und Cholesterin. Es war der erste entdeckte Flüssigkristall.

## Geschichte
Der Biologe Friedrich Reinitzer experimentierte 1888 an der Deutschen Technischen Hochschule Prag mit Cholesterinderivaten. Als er den Schmelzpunkt von Cholesterylbenzoat bestimmen wollte, fand er zwei Schmelzpunkte bei 145,5 °C und 178,5 °C, und eine milchig-trübe Phase dazwischen. Deshalb ließ er den Stoff von dem Physiker Otto Lehmann näher untersuchen, der herausfand, dass es sich hierbei um eine Art „fließender Kristall“ handle. Beim Abkühlen wird diese Trübung von kleinen, sternförmigen Kristallen verursacht, beim Erhitzen durch die Flüssigkeit selbst. Wenn man auf die flüssigkristalline Phase Druck ausübt, dann bilden sich entlang der Strömungslinien Streifen aus hellen Flecken und Sphärokristallen.

## Darstellung
Reinitzer stellte Cholesterylbenzoat durch Erhitzen von Cholesterin und Benzoesäureanydrid bei ca. 150 °C für 1,5 Stunden her.

## Eigenschaften
Cholesterylbenzoat zeigt neben den flüssigkristallinen Eigenschaften ein ausgeprägtes polymorphes Verhalten. Das Polymorph I geht bei 151 °C in die flüssigkristalline choleristische Phase über. Diese wandelt sich bei 178 °C in die flüssige, isotrope Phase um. Mittels thermoanalytischer Methoden wurden sechs feste Kristallformen gefunden, wo von fünf Formen ein Schmelzpunkt bestimmt werden konnte.